# Трацька сільська рада
| Трацька сільська рада — колишній орган місцевого самоврядування у Косівському районі Івано-Франківської області з адміністративним центром у с. Трач. Сільській раді підпорядковані населені пункти: - с. Трач - с. Гуцулівка - с. Корости - с. Кривоброди - с. Цуцулин |

## Склад ради
Рада складається з 20 депутатів та голови.

### Керівний склад ради
| ПІБ                        | Основні відомості                                            | Дата обрання | Дата звільнення |
| -------------------------- | ------------------------------------------------------------ | ------------ | --------------- |
| Яремійчук Роман Михайлович | Сільський голова, 1955 року народження, освіта, безпартійний | 26.03.2006   | 31.10.2010      |
| Яремійчук Роман Михайлович | Сільський голова, 1955 року народження, освіта, безпартійний | 31.10.2010   |                 |

Примітка: таблиця складена за даними джерела